# سندلر اونیل
سندلر اونیل (انگلیسی: Sandler O'Neill) شرکت خدمات مالی آمریکایی است، که در سال ۱۹۸۸ تأسیس شد.